# Polifenilenossido

Il polifenilenossido è un polimero termoplastico altamente amorfo e reagente.

## Proprietà
Presenta ottima stabilità dimensionale, rigidezza, resistenza al calore e agli attacchi chimici (acidi minerali, soluzioni alcaline, grassi e oli, alcool).
È un discreto isolante elettrico con buone caratteristiche dielettriche (indipendenti dalla frequenza) ed è molto resistente alla corrente strisciante. Reagisce al fuoco con autoestinguenza senza gocciolamento.
Viene utilizzato per realizzare particolari che devono possedere resistenza all'impatto (anche a basse temperature), all'abrasione e all'invecchiamento unite ad una buona elasticità quali pannelli per tetti e pannelli solari, pompe, articoli elettrici e canaline, computer (chassis e componenti).
La Tg è alta: 209 °C, il che consente l'utilizzo del materiale  fino a temperature superiori alla media (fino a  175 °C).
Il polimero si ottiene tramite polimerizzazione di condensazione per accoppiamento ossidativo catalizzata da rame e piridina.
I costi di produzione e di lavorazione sono elevati.
Il polifenilenossido presenta alta viscosità del fuso e, a temperatura di fusione, è interessato da fenomeni degradativi come l'ossidazione del gruppo metile, ciò limita lo sfruttamento delle ottime proprietà del PPO solo a casi specifici dove altri termoplastici più economici non possono competere.
Per questo motivo è molto difficile trovare applicazioni in cui si usi il PPO omopolimero, lo si trova soprattutto legato al polistirene a formare una lega che prende il nome commerciale di NORYL.